# Лейбюк Роман Васильович
Роман Васильович Лейбюк (нар.. 1977) — український лижник; Майстер спорту України міжнародного класу, учасник трьох Олімпійських ігор, чемпіон Універсіади. Спеціалізувався на дистанційних гонках.

## Життєпис
Роман Лейбюк народився 16 січня 1977 року в місті Яремче Івано-Франківської області Української РСР.
Почав займатися лижними гонками в 6 років, коли батьки подарували йому на день народження лижі. Продовжив заняття в школі, де його тренером був Євген Мушій. Потім тренувався у Галини Глазко та Галини Єлісеєвої.
Закінчив Івано-Франківський коледж фізичного виховання і Національний університет фізичного виховання і спорту України .

## Спортивні досягнення
У Кубку світу Роман Лейбюк дебютував у грудні 1998 року, а в грудні 2002-го вперше потрапив до десятки найкращих на етапі Кубка світу, в естафеті. Всього на сьогоднішній момент має три попадання до тридцятки найкращих на етапах Кубка світу, двічі в особистих і один раз у командних перегонах. Кращим досягненням Романа Лейбюка у загальному підсумковому заліку Кубка світу є 60-е місце в сезоні 2003—2004 років.
На Олімпіаді 2002 року в Солт-Лейк-Сіті, показав наступні результати: 30 км коньком — 50-е місце, 15 км класикою — 32-е місце, гонка переслідування 10 + 10 км — 11-е місце, спринт — 44-те місце та 50 км класикою — 22-е место.
На Олімпіаді-2006 року в Турині, став 49-м в дуатлоні 15 + 15 км, 17-м у гонці на 15 км класикою та 14-м в естафеті.
На Олімпіаді-2010 року у Ванкувері, стартував в трьох гонках: 15 км коньком — 61-е місце, дуатлон 15 + 15 км — 41-е місце, а мас-старт на 50 км — 42-ге місце.
За свою кар'єру Роман Лейбюк сім разів брав участь у чемпіонатах світу. Найкращий його результат — це 14-е місце в естафеті на чемпіонаті-2003 року в італійському Валь-ді-Фємме, а в особистих гонках — 16-е місце в гонці на 15 кілометрів класикою на тому ж чемпіонаті.
Використовує лижі виробництва фірми Fischer, черевики і кріплення Salomon.